# 볼타슈트라세역
볼타슈트라세역(U-Bahnhof Voltastraße)은 베를린 미테구 게준트브루넨에 있는 U8의 역이다. 브루넨슈트라세(Brunnenstraße)와 볼타슈트라세(Voltastraße)의 교차로 인근에 역이 있다. 2011년 말에 엘리베이터가 설치되었다.
볼타슈트라세역은 1914년/1915년 AEG-Schnellbahn-A.G.에 의해서 일부가 건설되었다. 초기 건설된 역사의 특징에는 화강암재 지지 기둥, 지표면으로 바로 나올 수 있는 낮은 깊이가 있다. 1930년 4월 18일에 정식으로 노선이 개통되었다. 제2차 세계 대전으로 인한 피해로 1945년 말에 영업을 중단했다가 1945년 5월 22일에 영업을 다시 시작했다. 베를린 장벽 건설 이후 서베를린에 정차하는 마지막 북쪽 역이었다. 1977년 10월 5일 이전까지는 U8 노선의 서베를린 북부 정차 구간이 이 역과 게준트브루넨밖에 없었기 때문에 구간 이용객 수도 감소했다. 인접한 U6과는 다르게 별도의 동베를린 영토 내 국경 통과점이 없었기 때문에 모리츠플라츠역 이전까지의 모든 역이 유령역이 되었다.

## 인접 철도역
베를린 버스 247번과 환승할 수 있다.
| 베를린 지하철 8호선                     | 베를린 지하철 8호선 | 베를린 지하철 8호선        |
| --------------------------------------- | ------------------- | -------------------------- |
| 베르나우어 슈트라세 헤르만슈트라세 방면 | U8                  | 게준트브루넨 비테나우 방면 |

## 참고 문헌
- Axel Mauruszat: Zur Baugeschichte des U-Bahnhofs Voltastraße. In: Verkehrsgeschichtliche Blätter, 38. Jahrgang, Heft 5 (September/November 2011), S. 146–147.
- 《U8. Geschichte(n) aus dem Untergrund》. Berlin: Verlag GVE. 1994. 42쪽. ISBN 3-89218-026-1.